# Stanisław Skotnicki-Grzmot
Stanisław Skotnicki-Grzmot, poljski general, * 1894, † 1939.